# Epipremnum pinnatum
Epipremnum pinnatum es una especie de planta con flores de la familia Araceae. Tiene varios nombres comunes, incluyendo potus, pothos, ciempiés, vid de tonga y planta de cola de dragón. En Filipinas, en tagalo se le conoce como tibatib.

## Distribución
La planta tiene una amplia distribución nativa en el Viejo Mundo. El rango se extiende desde el norte de Australia a través de Malasia e Indochina hasta el sur de China, Taiwán, Japón y hasta Melanesia. La especie también se ha naturalizado en el Caribe, y en la Florida, donde se considera especie invasora. Puede crecer hasta a 1600 m s. n. m..

## Descripción
Como otras especies de su género, esta planta es trepadora, pudiendo llegar hasta los 15 metros de altura. En plantas adultas, el tallo puede alcanzar un grosor de unos 5 cm, y los entrenudos una distancia de hasta 25 cm, siendo la parte más reciente de un color verde brillante, y la más vieja de un color marrón claro.
Las hojas se ubican más densamente en la base y más espaciadas en la parte superior, miden entre 19 y 60 cm de largo, y son de color verde oscuro. Tienen forma lanceolada o acorazonada con algunas perforaciones similares a las de Monstera deliciosa. 
La planta forma una sola inflorescencia (rara vez más de una), que crece en un brote verde claro con un interior amarillento, verde pálido o blanco de 5 a 20 cm de largo. Las flores son bisexuales, tienen un diámetro de 3 a 7 mm, cuatro estambres y un ovario de 4-12 × 2-7 mm, cilíndrico, ligeramente aplanado en la base. 
Produce pequeñas bayas verdes con semillas color marrón de unos 4,5 × 3,5 mm.

## Usos
Las copas de las raíces aéreas son consumidas por mujeres en Vanuatu para facilitar el parto. Una investigación hecha en 2010 mostró que almacenan compuestos con efectos antiinflamatorios y analgésicos, e inhiben la peroxidación lipídica.
Los brotes de Epipremnum pinnatum se utilizan para elaborar canastas utilizadas en ceremonias funerarias en Tonga.

## Galería

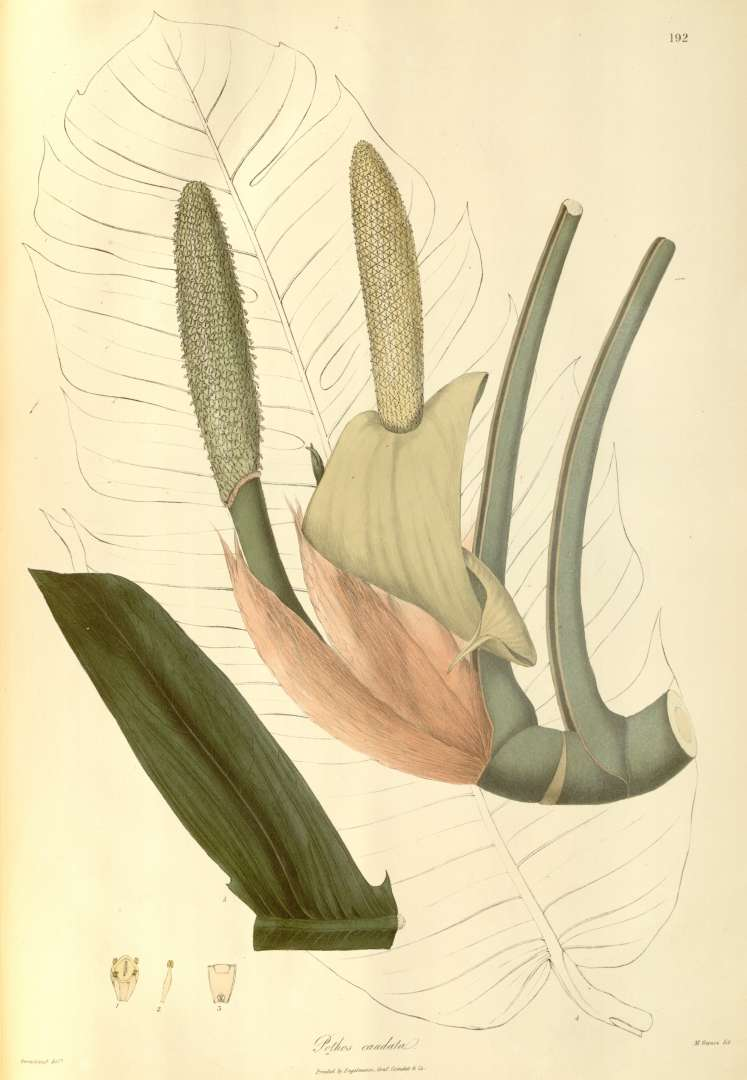
Ilustración, Plantae Asiaticae Rariores, vol. 2: t. 192 (1831).
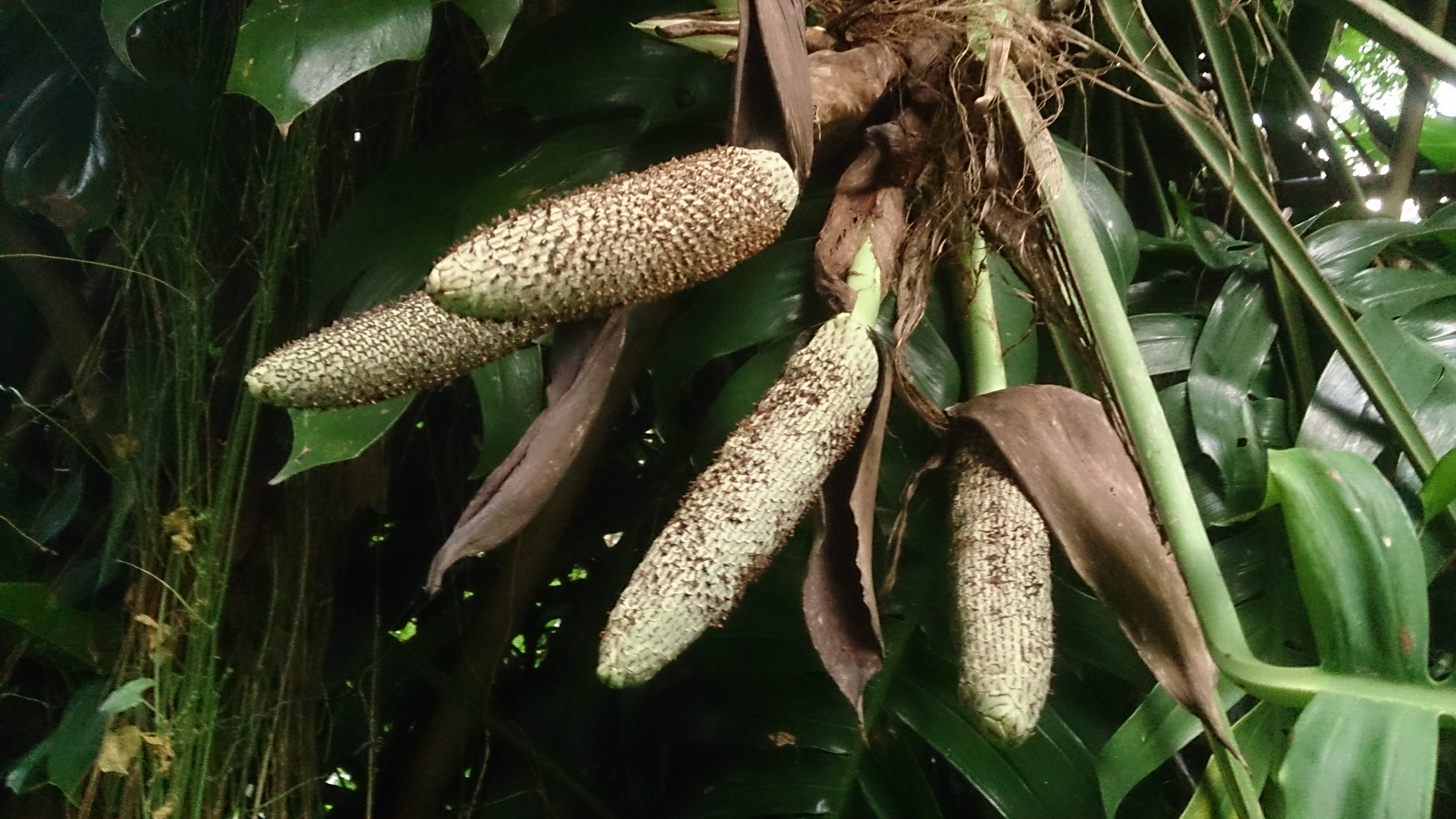
Espádices.
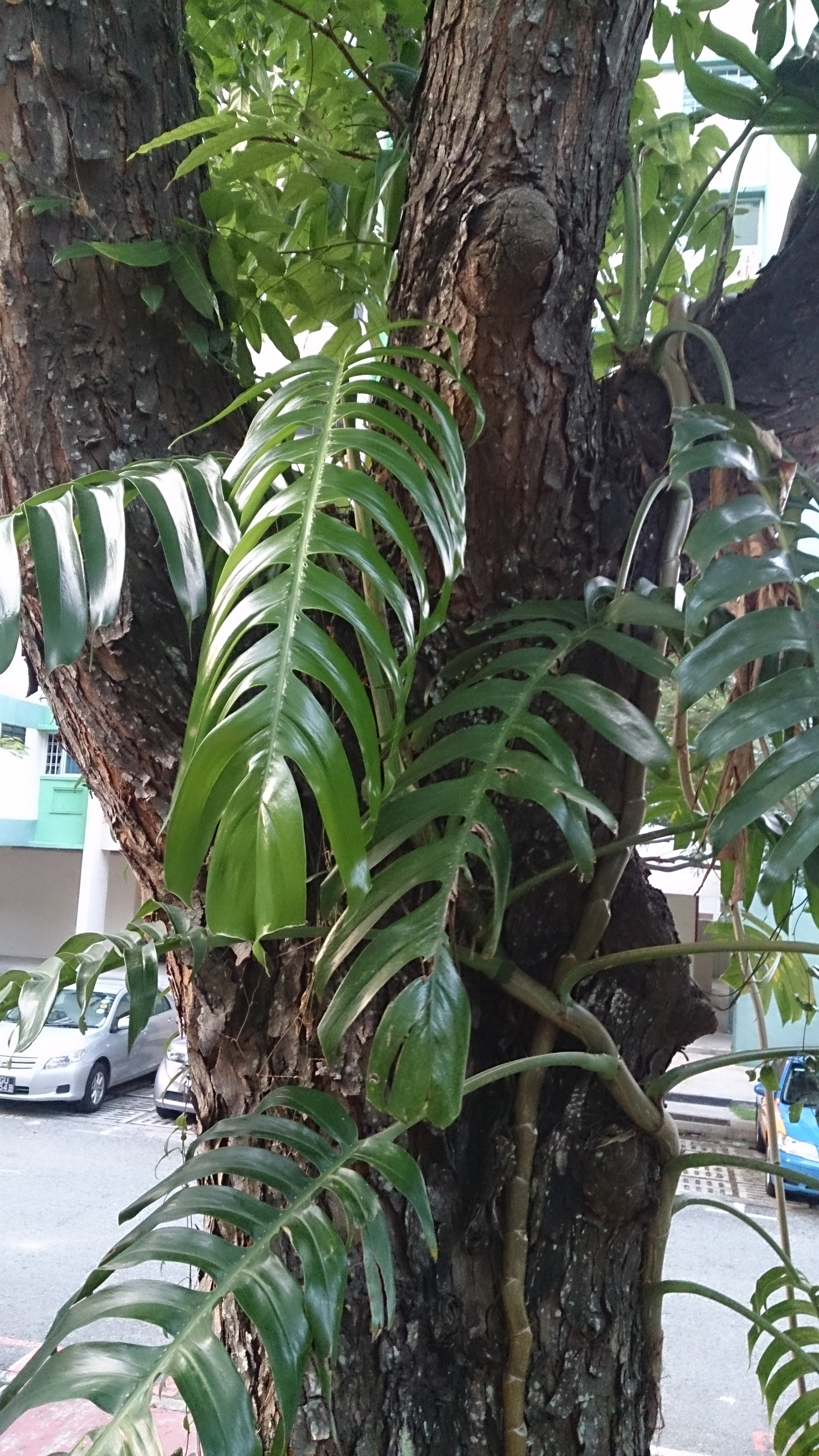
Hojas maduras.
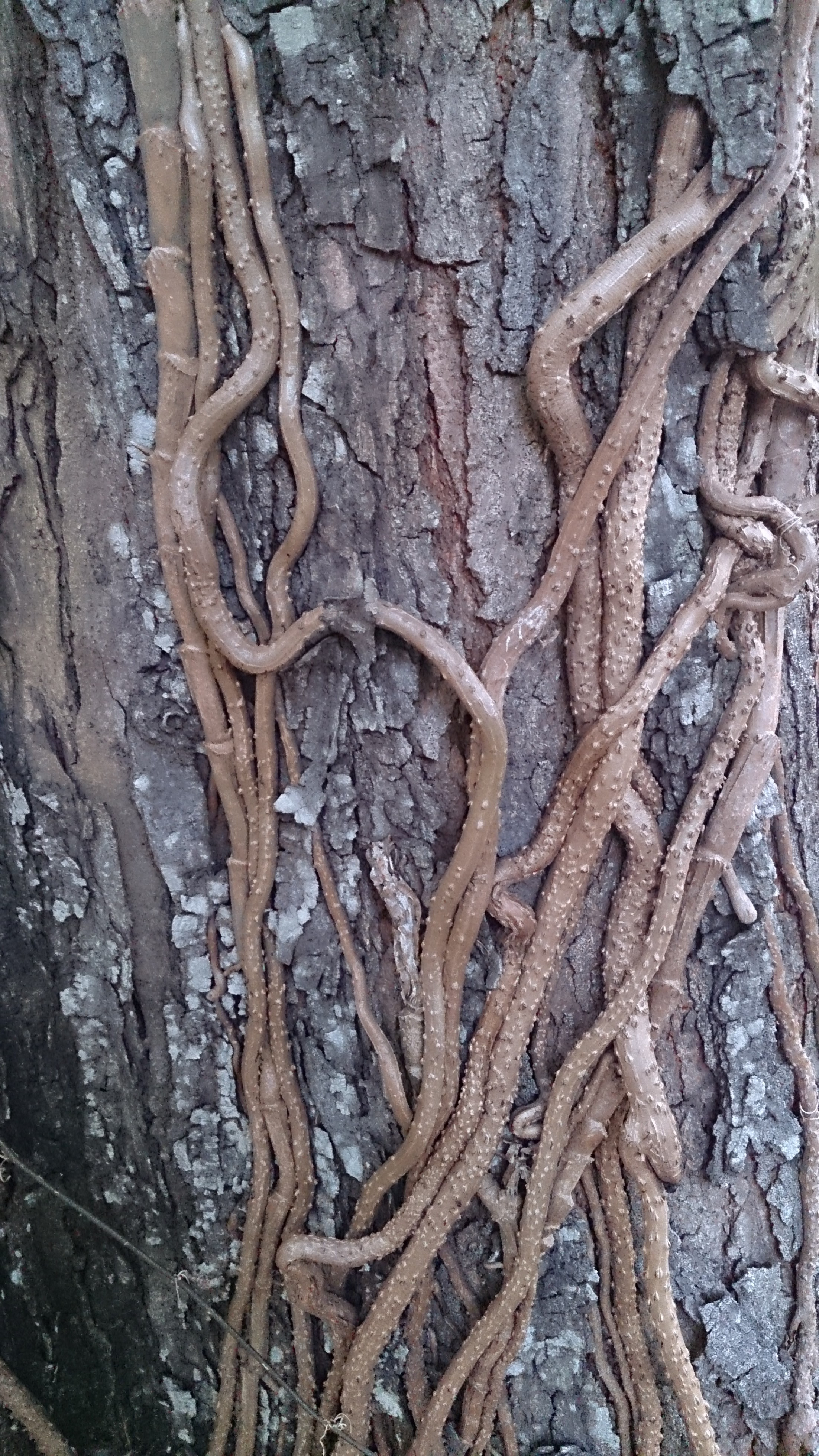
Raíces aéreas adosadas a un tronco.